# Paulo Silenciário

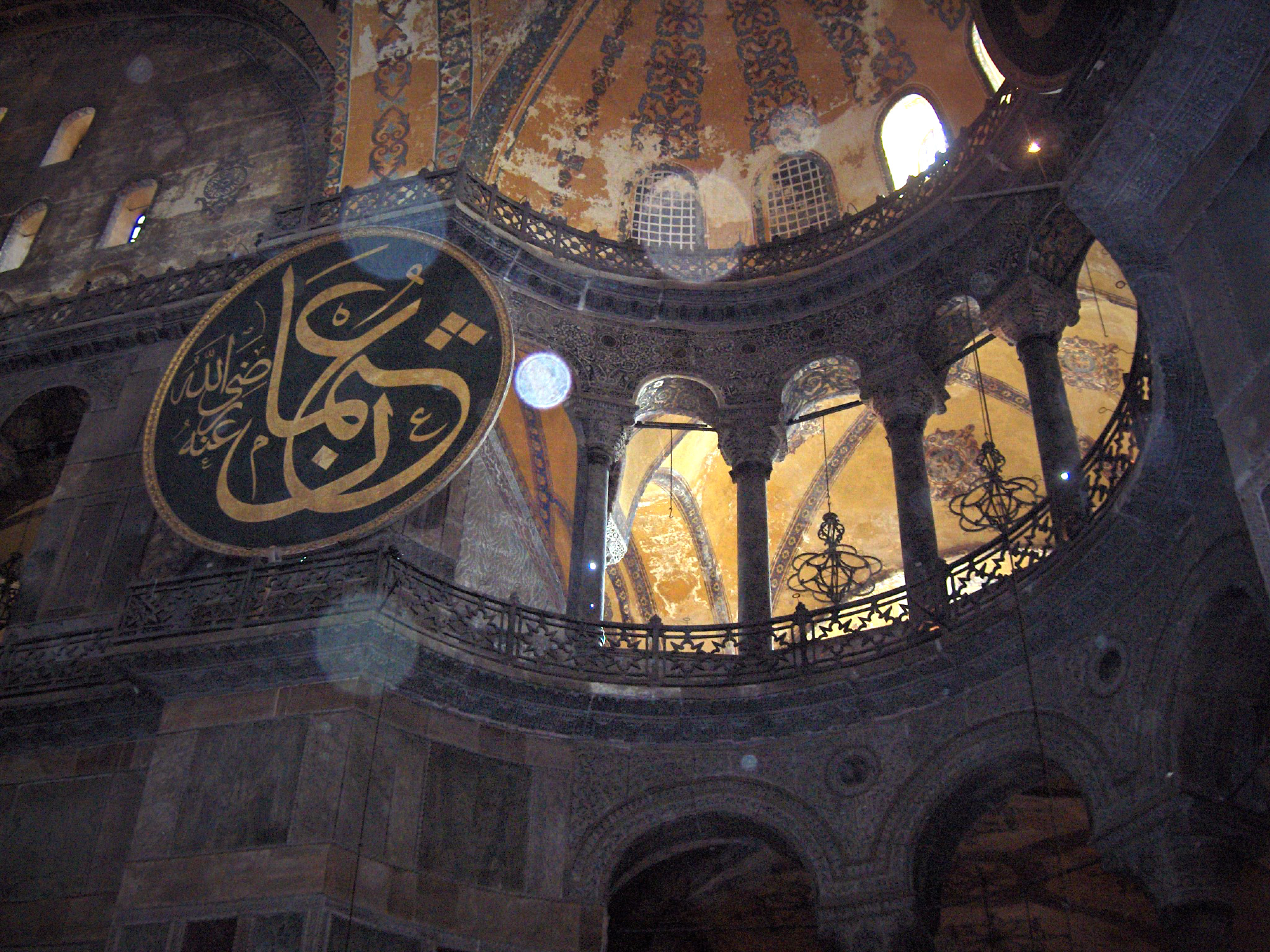
Interior da Basílica de Santa Sofia, tema da obra-prima de Paulo.

Paulo Silenciário (em latim: Paulus Silentiarius; em grego: Παῦλος ὁ Σιλεντιάριος; † Constantinopla, 575 - 580) foi um epigramatista e um oficial na casa real imperial do imperador Justiniano I, responsável pelo silêncio (daí seu nome silentiarius) no palácio imperial.

## Vida e obras
Paulo é melhor conhecido por seu hino de louvor à Basílica de Santa Sofia, no qual ele descreve as características arquiteturais e decorativas da igreja após a reconstrução do domo em 562. Paulo trata a igreja como um campo de mármore por causa das muitas cores da rica pedra utilizadas na sua construção. Esta elaborada eulogia em verso é uma importante fonte para entendermos a magnificência da basílica antes dela ter sido saqueada muitas vezes no curso de sua história. O poema foi provavelmente aprovado pelo próprio Justiniano e Paulo teve que ler os versos para o imperador durante a inauguração da basílica. A obra toda consiste de 1029 versos em grego, iniciando com 134 versos métrica iâmbica tripla e o resto, na métrica dos épicos, o hexâmetro dactílico.
Por volta de oitenta dos epigramas de Paulo, uns poucos sensuais, foram preservados na Antologia Grega. Estes epigramas se baseiam nas convenções literárias da antiguidade clássica e não contém nenhum conteúdo cristão identificável. Eles são interessantes tanto por sua grande qualidade literária quanto pela informação histórica e social que contém.
Ele era um amigo próximo de Agátias Escolástico, outro autor de epigramas, que é quem nos provê umas parcas informações sobre sua vida.